# Сміксбург (Пенсільванія)
Сміксбург (англ. Smicksburg) — місто (англ. borough) в США, в окрузі Індіана штату Пенсільванія. Населення — 56 осіб (2020).

## Географія
Сміксбург розташований за координатами 40°52′12″ пн. ш. 79°10′17″ зх. д. / 40.87000° пн. ш. 79.17139° зх. д. (40.870133, -79.171330).  За даними Бюро перепису населення США в 2010 році місто мало площу 0,38 км², уся площа — суходіл.

## Демографія
Згідно з переписом 2010 року, у селищі мешкало 46 осіб у 22 домогосподарствах у складі 14 родин. Густота населення становила 122 особи/км².  Було 28 помешкань (74/км²).
Расовий склад населення:
| - 97,8 % — білих |

До двох чи більше рас належало 2,2 %. Частка іспаномовних становила 0,0 % від усіх жителів.
За віковим діапазоном населення розподілялося таким чином: 13,0 % — особи молодші 18 років, 52,2 % — особи у віці 18—64 років, 34,8 % — особи у віці 65 років та старші. Медіана віку мешканця становила 54,0 року. На 100 осіб жіночої статі у селищі припадало 84,0 чоловіків;  на 100 жінок у віці від 18 років та старших — 100,0 чоловіків також старших 18 років.
Середній дохід на одне домашнє господарство  становив 53 113 долари США (медіана — 48 125), а середній дохід на одну сім'ю — 58 285 доларів (медіана — 48 125). За межею бідності перебувало 2,4 % осіб, у тому числі 0,0 % дітей у віці до 18 років та 6,3 % осіб у віці 65 років та старших.
Цивільне працевлаштоване населення становило 13 осіб. Основні галузі зайнятості: роздрібна торгівля — 30,8 %, науковці, спеціалісти, менеджери — 15,4 %, освіта, охорона здоров'я та соціальна допомога — 15,4 %.